# Aleksandar Panew (Eishockeyspieler, 1996)
Aleksandar Panew (bulgarisch Александър Панев; * 14. Mai 1996) ist ein  bulgarischer Eishockeyspieler, der seit 2021 erneut beim HK Slawia Sofia spielt.

## Karriere
Aleksandar Panew begann seine Karriere als Eishockeyspieler in der Nachwuchsabteilung des HK Lewski Sofia. Über den HK Slawia Sofia kam er zum HK ZSKA Sofia, mit dem er 2012 die bulgarische U16-Meisterschaft errang. In der Spielzeit 2013/14 debütierte er in der bulgarischen Eishockeyliga und wurde gewann mit seinem Klub sowohl die Landesmeisterschaft als auch den Pokalwettbewerb, spielte aber gleichzeitig auch noch in der dortigen U18-Liga, deren bester Scorer er in dieser Saison war. Nachdem er 2016/17 beim SK Irbis-Skate spielte, mit dem er erneut Landesmeister wurde, kehrte er zu ZSKA zurück. Seit 2022 spielt er erneut beim HK Slawia Sofia.

### International
Im Nachwuchsbereich nahm Panew an den U18-Weltmeisterschaften 2012 und 2014 sowie der U20-Weltmeisterschaft 2014 jeweils in der Division III teil.
Sein Debüt in der Herren-Auswahl seines Landes gab Panew bei der Weltmeisterschaft 2014, als den Bulgaren der Aufstieg aus der Division III in die Division II gelang. In der Division II spielte er dann bei der Weltmeisterschaft 2015.

## Erfolge und Auszeichnungen
- 2012 Bulgarischer U16-Meister mit dem HK ZSKA Sofia
- 2014 Topscorer der bulgarischen U18-Liga
- 2014 Bulgarischer Meister und Pokalsieger mit dem HK ZSKA Sofia
- 2014 Aufstieg in die Division II, Gruppe B, bei der Weltmeisterschaft der Division III
- 2017 Bulgarischer Meister mit dem SK Irbis-Skate